# Касик жовтодзьобий
Ка́сик жовтодзьобий (Amblycercus holosericeus) — вид горобцеподібних птахів родини трупіалових (Icteridae). Мешкає в Мексиці, Центральній і Південній Америці. Це єдиний представник монотипового роду Жовтодзьобий касик (Amblycercus).

## Опис
Довжина птаха становить 23 см. Забарвлення повністю чорне. Очі жовті або жовтувато-оранжеві, дзьоб сірувато-жовтий, лапи темно-сірі.

## Підвиди
Виділяють три підвиди:
- A. h. holosericeus (Deppe, 1830) — від південно-східної Мексики (Сан-Луїс-Потосі, південний Тамауліпас) до північної Колумбії;
- A. h. flavirostris Chapman, 1915 — від західної Колумбії до західного Еквадору і північно-західного Перу (Тумбес);
- A. h. australis Chapman, 1919 — від Колумбії до північно-західної Венесуели, східного Перу і північно-західної Болівії.

## Поширення і екологія
Жовтодзьобі касики мешкають в Мексиці, Гватемалі, Белізі, Сальвадорі, Гондурасі, Нікарагуа, Коста-Риці, Панамі, Колумбії, Еквадорі, Перу, Болівії і Венесуелі. Вони живуть у вологих гірських і рівнинних тропічних лісах та в бамбукових заростях, на висоті до 3500 м над рівнем моря. Живляться комахами та іншими безхребетними, а також плодами.